# Bivej
En bivej var i lovgivningsmæssig og administrativ henseende en landevej til offentlighedens færdsel som blev administreret af sognekommunerne (modsat landeveje, der blev administrerede af amtsrådene, og hovedlandeveje, der blev administrerede af staten).

## Historie
Ordningen blev officielt fastlagt vejforordningen af 13. december 1793. Den blev senere stadfæstet ved lov af 25. juni 1869 (hvor dog hovedlandeveje blev afskaffede som begreb for senere at blive genindført), og her blev tillige som bilag optaget en liste over landeveje.
Offentlige biveje var alle de veje, som af amtmanden for købstædernes vedkommende (kun for markjorderne) og af amtsrådet for sognekommunernes vedkommende efter forhandling med de pågældende kommuner optoges på bivejsfortegnelsen, som skulle revideres hvert 5. år. Bivejene på landet administreredes af sognerådene under amtsrådets tilsyn ved en vejinspektør.

## Anlæggelse af biveje
Nye biveje kunne et sogneråd kun anlægge med amtsrådets tilladelse, og de kunne da straks optages på fortegnelsen. Fejl i bivejsfortegnelsen kunne rettes straks, fx forglemmelse af en notorisk offentlig vej. En oprindelig privat vej, som gennem hævd var bleven tilgængelig for offentlig færdsel, kunne amtsrådet straks få optaget på bivejsfortegnelsen, hvis sognerådet indvilligede. Hvis sognerådet nægtede det, måtte optagelsen vente til første revision, men i mellemtiden måtte private ikke spærre vejen eller tilegne sig dens areal. Hvis private gjorde indsigelse mod optagelsen af en vej som offentlig, skulle amtsrådet og for købstæderne amtmanden prøve indsigelsen, og hvis denne blev godkendt, blev vejen ikke optaget. Hvis den private indsigelse var begrundet med ejendomsret til vejens areal, skulle domstolene prøve grundejernes bevisligheder, og godkendtes disse, kunne vejen kun optages som offentlig efter ekspropriation og mod erstatning til ejeren.

## Nedlæggelse af biveje
By- eller sogneråd kunne ved den 5-årlige revision foreslå en vej nedlagt som offentlig. Hvis amtmand eller amtsråd ikke samtykkede, blev vejen stående på fortegnelsen. Hvis der blev givet samtykket, skulle sognerådet udstede bekendtgørelse om den påtænkte nedlæggelse og med års frist indkalde eventuelle indsigelser, der da skulle forelægges amtsrådet til påkendelse. Hvis indsigelserne blev fundet berettigede, blev vejen ikke nedlagt som offentlig. Hvis indsigelserne blev forkastet, skulle der atter gives et års frist til fremsættelse af påstande om vejens bevarelse som privat vej. Hvis der ikke fremkom påstand herom, blev vejen nedlagt og arealet bortsolgt med forkøbsret for de tilstødende grundejere. Hvis derimod nogen fremsatte påstand om vejens bevarelse, fordi den havde betydning for hans ejendom, skal denne påstand enten direkte godkendes af amtsrådet eller dens rigtighed dokumenteres ved kendelse af en landvæsenskommission, som da samtidig skulle afgøre hvem, der skulle have færdselsret på vejen og deltage i dens vedligeholdelse, og om vejen skulle bevares med fuld eller formindsket bredde.

## Biveje og jernbaner
Ved jernbaneanlæg kunne ekspropriationskommissionen foreskrive forlægninger af offentlige biveje og disponere over de nedlagte vejstykker uden hensyn til de ellers gældende regler for nedlæggelse af veje. Ved ekspropriation af adgangsveje til jernbanestationer skulle kommissionen i reglen ordne det således, at kommunen overtog vejen som offentlig efter dens anlæg, og den kunne da straks optages på bivejsfortegnelsen. I enkelte tilfælde blev en stationsvej eksproprieret således, at de tilstødende grunde ikke fik façaderet, og det skete da, at kommunen nægtede at overtage vejen som offentlig således, den ikke blev opført på bivejsfortegnelsen. Den måtte da vedligeholdes af banebestyrelsen og var for så vidt offentlig, som den ikke kunne spærres for trafik til stationen.

## Materiale til vedligeholdelse
Amtsråd og sogneråd havde ekspropriationsret for arealerhvervelse til vejudvidelser og nyanlæg af veje.
Sognerådene havde ret til at tage grus og ler til vedligeholdelse af bivejene, men ikke sten. Ved amtsrådets hjælp kunne det få retten til at gælde for 3 år ad gangen i en fremmed kommune, som havde rigeligt grus. Derimod gjaldt retten ikke for anlæg af nye biveje. Da bivejene skulle have stenbelægning lige så vel som landevejene, ville disse bestemmelser være trykkende for sognerådene, hvis de ikke for længst havde mistet deres væsentligste betydning, fordi grundejere havde lært selv at udnytte deres sten således, at både amtsråd og sogneråd måtte erhverve deres vejmaterialer ved licitation eller købe areal til en grusgrav.